# بهدشوار
بهدشوار (به لاتین: Bhadeshwar Union) یک منطقهٔ مسکونی در بنگلادش است که در گلاپگانج اوپازیلا واقع شده‌است. بهدشوار ۵۰٬۰۰۰ نفر جمعیت دارد.